# Pełzak dziąsłowy
Pełzak dziąsłowy (Entamoeba gingivalis) – gatunek pełzaka (ameby) zaliczanego do Archamoebae. Jest niepatogennym komensalem jamy ustnej (zajmuje głównie przestrzenie międzyzębowe, brzegi dziąseł, ubytki w szkliwie i zatoki przynosowe) oraz gardła i oskrzeli człowieka. Czasami wykrywa się jego obecność również w kanale rodnym u kobiet.

## Morfologia
Występuje wyłącznie w postaci trofozoitu o wielkości 10–20 μm, nie wytwarza cyst. Jądro komórkowe jest pojedyncze, kariosom znajduje się w jego centrum, a chromatyna tworzy ziarnistości pod otoczką jądrową. W cytoplazmie (wyraźnie podzielonej na ektoplazmę i endoplazmę) znajduje się wiele wodniczek pokarmowych, które są przystosowane do trawienia m.in. bakterii, leukocytów oraz komórek tkanki nabłonkowej.